# CDC7
CDC7 (англ. Cell division cycle 7-related protein kinase) — цитозольный фермент, серин/треониновая протеинкиназа семейства MAP3K, продукт гена CDC7. Киназа Cdc7 участвует в регуляции клеточного цикла на этапе репликации хромосомной ДНК. Ген CDC7 характеризуется консервативной последовательностью в ходе эволюции эукариот и, таким образом фермент Cdc7 присутствует в клетках всех эукариот.

## Структура
Cdc7 человека состоит из 574 аминокислот, молекулярная масса 63,9 кДа. Альтернативный сплайсинг приводит к образованию нескольких изоформ.

## Функция
Белок Cdc7 в основном локализован в ядре. Это белок цикла клеточного деления с киназной активностью. Серин/треонин киназа активирует другие белки: Dbf4 у дрожжей Saccharomyces cerevisiae или ASK1 (MAP3K5) у млекопитающих. Комплекс Cdc7/Dbf4 фосфорилирует белковый комплекс ДНК-хеликазы MCM, который инициирует репликацию ДНК при митозе. Хотя уровень белка Cdc7 остаётся постоянным на протяжении клеточного цикла, его киназная активность повышается во время S-фазы. Это ключевой белок для инициации репликации ДНК и играет роль в регуляции хода клеточного цикла. Повышенная экспрессия белка ассоциирована с неопластической трансформацией некоторых опухолей.

## Регуляция клеточного цикла
Cdc7 играет роль в регуляции клеточного цикла. Белок одинаково экспрессирован на протяжении всего клеточного цикла. Белки Dbf4 или ASK1 регулируются на разных фазах клеточного цикла. Dbf4 экспрессируется ко времени репликации ДНК и после окончания репликации уровень этого белка падает. Поскольку для активации белкового комплекса ДНК-хеликазы MCM требуется комплекс Cdc7 и Dbf4, регуляция одного из них достаточна для регуляции инициации репликации.
Изменение экспрессии Cdc7 приводит к нарушениям. В эмбриональных стволовых клетках мыши Cdc7 необходим для клеточного роста. Без белка синтез ДНК останавливается и клетки не растут. При потере Cdc7 клеточный цикл останавливается в S-фазе на контрольной точке G2/M. При этом происходит попытка восстановления повреждённого гена CDC7 с целью восстановления репликации. Копирование и замена повреждённого участка на аналогичный участок гомологичной хромосомы. Однако, при остановке цикла начинается повышение уровня p53, что может инициировать клеточную смерть.

## Репликация
После того, как хроматин меняет состояние в телофазе митоза, гексамерный комплекс MCM-белков 2-7 образует пререпликационный комплекс с хроматином и белками Cdc6 и Cdt1.
Киназный комплекс Cdc7/Dbf4 вместе с циклинзависимыми киназами (Cdk) фосфорилирует пререпликационный комплекс, который активирует в точке перехода клеточного цикла G1/S. Белок Dbf4 связывается с комплексом точки начала репликации (ORC). При этом Cdc7, который постоянно связан с Dbf4, также в результате расположен в точке начала репликации. Активация MCM 2 приводит к хеликазной активности комплекса на точке начала репликации. Это, очевидно, вызвано изменением конформации, что приводит к загрузки остальных белков репликационного комплекса. Репликация ДНК запускается, когда все белки репликационного аппарата загружены.

## Взаимодействия
CDC7 взаимодействует со следующими белками:
- DBF4,[11][12][13]
- MCM5,[11]
- MCM4,[11]
- MCM7,[11]
- ORC1L,[11]
- ORC6L[11].